# أبو القاسم المقاني
طاهر بن محمد بن إبراهيم (البخاري) أو أبو القاسم المقاني كان طبيبًا فارسيًّا في القرن العاشر. وكان من تلاميذ أبو بكر الرازي. استشهد به وذكره أبو بكر ربيع بن أحمد الأخويني بخاري في كتابه هداية المتعلمين في الطب واصفًا إياه بالمعلم:
}}